# Filippo Agostinacchio
Filippo Agostinacchio (* 26. April 2003 in Aosta) ist ein italienischer Radrennfahrer, der überwiegend im Straßenradsport und im Cyclocross aktiv ist.

## Sportlicher Werdegang
Seine Karriere im Radsport begann Agostinacchio im Gelände im Mountainbikesport und im Cyclocross. Als Junior war er Mitglied der Nationalmannschaft und startete bei Welt- und Europameisterschaften. Im Cross-Country wurde er 2020 mit dem Team Europameister und Vizeweltmeister in der Cross-Country-Staffel, 2021 erneut Europameister. Mit dem Wechsel in die U23 startete er 2022 auch im Mountainbike-Weltcup, wo er aber ohne vordere Platzierungen blieb. Auf nationaler Ebene wurde er 2022 Meister im Cross-Country Eliminator. Im Cyclocross blieb er im Cyclocross-Weltcup und bei internationalen Meisterschaften zunächst ohne vordere Platzierungen.
Ab der Saison 2023 wandte sich Agostinacchio in der Sommersaison vom Mountainbikesport dem Straßenradsport zu. Er wurde Mitglied im UCI Continental Team Beltrami TSA Tre Colli, mit dem er vornehmlich an Rennen in Italien teilnahm. Erste Top-10-Platzierungen erzielte er bei Rennen des nationalen Kalenders. Weiterhin im Cyclocross aktiv, wurde er 2023 und 2024 italienischer Meister in der U23. Mit dem Gran Premio Val Fontanabuona gewann er 2023 erstmals auch ein Cyclocross-Rennen in der Elite. Im November 2024 wurde er bei den Cyclocross-Europameisterschaften Europameister mit der Mixed-Staffel sowie Vizze-Europameister im Rennen der U23.
Zur Saison 2025 wechstelte Agostinacchio zum italienischen Team Biesse-Carrera-Premac, mit dem er seine Leistungen auf der Straße weiter steigern konnte. Der dritte Platz bei der Trofeo Città di San Vendemiano war seine erste Podestplatzierung bei einem internationalen Rennen, den ersten Sieg erzielte er mit dem Gewinn der sechsten Etappe des prestigeträchtigen Giro Next Gen. Wenige Wochen später war er auf der ersten Etappe des Giro della Valle d’Aosta erneut siegreich.

## Erfolge

### Straße
2025
- eine Etappe Giro Next Gen
- eine Etappe Giro della Valle d’Aosta

### Cyclocross
2022/23
- Italienischer U23-Meister

2023/24
- Italienischer U23-Meister

2024/25
- Europameisterschaften – U23
- Europameisterschaften – Mixed-Staffel

### MTB
2020
- Weltmeisterschaften – Cross-Country-Staffel XCR
- Europameisterschaften – Cross-Country-Staffel XCR

2021
- Europameisterschaften – Cross-Country-Staffel XCR

2022
- Italienischer Meister ― Eliminator XCE